# Santa Coloma de Farners
Santa Coloma de Farnés – miasto w Hiszpanii w północnej Katalonii, siedziba comarki Selva, mimo iż nie jest jej największym miastem.

## Atrakcje turystyczne
- Gotycki kościół Santa Coloma
- Plaza Mayor
- Zachowany w architekturze romańskiej zamek Farners
- Klasztor Sant Cladells Salvi
- Sanktuarium Matki Bożej Farners